# Gopalganj
Gopalganj è una suddivisione dell'India, classificata come municipality, di 54.418 abitanti, capoluogo del distretto di Gopalganj, nello stato federato del Bihar. In base al numero di abitanti la città rientra nella classe II (da 50.000 a 99.999 persone).

## Geografia fisica
La città è situata a 26° 28' 0 N e 84° 25' 60 E e ha un'altitudine di 65 m s.l.m..

## Società

### Evoluzione demografica
Al censimento del 2001 la popolazione di Gopalganj assommava a 54.418 persone, delle quali 29.016 maschi e 25.402 femmine. I bambini di età inferiore o uguale ai sei anni assommavano a 8.187, dei quali 4.207 maschi e 3.980 femmine. Infine, coloro che erano in grado di saper almeno leggere e scrivere erano 34.322, dei quali 20.355 maschi e 13.967 femmine.